# Adam Stanisław Sapieha
Pour les articles homonymes, voir Adam Sapieha et Sapieha.
Adam Stanisław Sapieha (né le 4 décembre 1828 à Varsovie – mort le 21 juillet 1903 à Bad Reichenhall (Bavière), prince polonais de la famille Sapieha, membre de la Diète de Galicie, chevalier de l'ordre autrichien de la Toison d'or.

## Biographie
Adam Stanisław Sapieha est le fils de Leon Ludwik Sapieha (1803-1878) et de Jadwiga Klementyna Zamoyski (pl) (1806-1890).
Il passe sa petite enfance avec sa mère à Paris. À partir de 1832, il séjourne en Galicie. En 1847 il est diplômé à Lviv. Il commence à étudier à Londres, mais au déclenchement du Printemps des peuples, il retourne chez son père. Après l'effondrement de la révolution, il s'installe à Krasiczyn et épouse Jadwiga Sanguszko, avec qui il a neuf enfants, tout en entretenant une liaison avec Helena Sanguszko (pl), la sœur de sa femme.
En 1861, il est élu à la diète de Galicie au titre de la curie de la grande propriété. En 1863, il dirige le Comité civique de la Galicie orientale et joue un rôle majeur dans le montage de l'expédition d'Antoni Jeziorański (pl) à Lubelski. Pendant le soulèvement de janvier, il s'implique dans la promotion de la cause polonaise en Occident. Arrêté par les Autrichiens, il s'échappe de la prison de Lviv et se réfugie en France où il est nommé commissaire du gouvernement national, pour la France et l'Angleterre.
En 1865, il est amnistié par l'empereur François-Joseph et regagne son domaine familial. En 1868, il entre de nouveau Parlement national. En 1870, son mandat parlementaire est renouvelé jusqu'en 1872.
Après la mort de son père en 1879, il hérite de sa place à la Herrenhaus. En 1883, il est de retour à la Diète de Galicie où il est qualifié de « radical » par les propriétaires fonciers, et de « magnat » par les démocrates.

## Mariage et descendance
En 1852, Adam Stanisław Sapieha épouse Jadwiga Klementyna Sanguszko (pl) (1830-1918), fille de Władysław Hieronim Sanguszko. Ils ont pour enfants:
- Władysław Leon (1853-1920), arrière grand-père de Mathilde de Belgique
- Maria Jadwiga (1855-1929)
- Leon Paweł Adam (1856-1893)
- Helena Maria Jadwiga (1857-1947), épouse d'Edward Adam Stadnicki (pl)
- Paweł Jan (1860-1934), premier président de la Croix-Rouge polonaise.
- Jan Piotr (1865-1954)
- Adam Stefan (1867-1951), cardinal de Santa-Maria-Nuova-et-Santa-Francesca-Romana.

## Sources
- Notices d'autorité :   - VIAF
  - ISNI
  - LCCN
  - GND
  - Pologne
  - NUKAT
  - Tchéquie
  - WorldCat

- (pl) Cet article est partiellement ou en totalité issu de l’article de Wikipédia en polonais intitulé « Adam Stanisław Sapieha » (voir la liste des auteurs).

- (en) Cet article est partiellement ou en totalité issu de l’article de Wikipédia en anglais intitulé « Adam Stanisław Sapieha » (voir la liste des auteurs).